# Basidiopycnis
Basidiopycnis — рід грибів родини Phleogenaceae. Назва вперше опублікована 2006 року.

## Класифікація
До роду Basidiopycnis відносять 1 вид:
- Basidiopycnis hyalina